# Boreotrophon truncatus
Boreotrophon truncatus, tên tiếng Anh: bobtail trophon, là một loài ốc biển, là động vật thân mềm chân bụng sống ở biển thuộc họ Muricidae, họ ốc gai.